# Simocyon
Simocyon (“perro de hocico corto”) es un género extinto de mamífero carnívoro perteneciente a la familia de los ailúridos. Simocyon, que tenía un tamaño similar al de un puma, vivió entre finales del Mioceno y principios del Plioceno, y ha sido hallado en Europa, Asia y más raramente en Norteamérica (Peigné et al., 2005) y África.

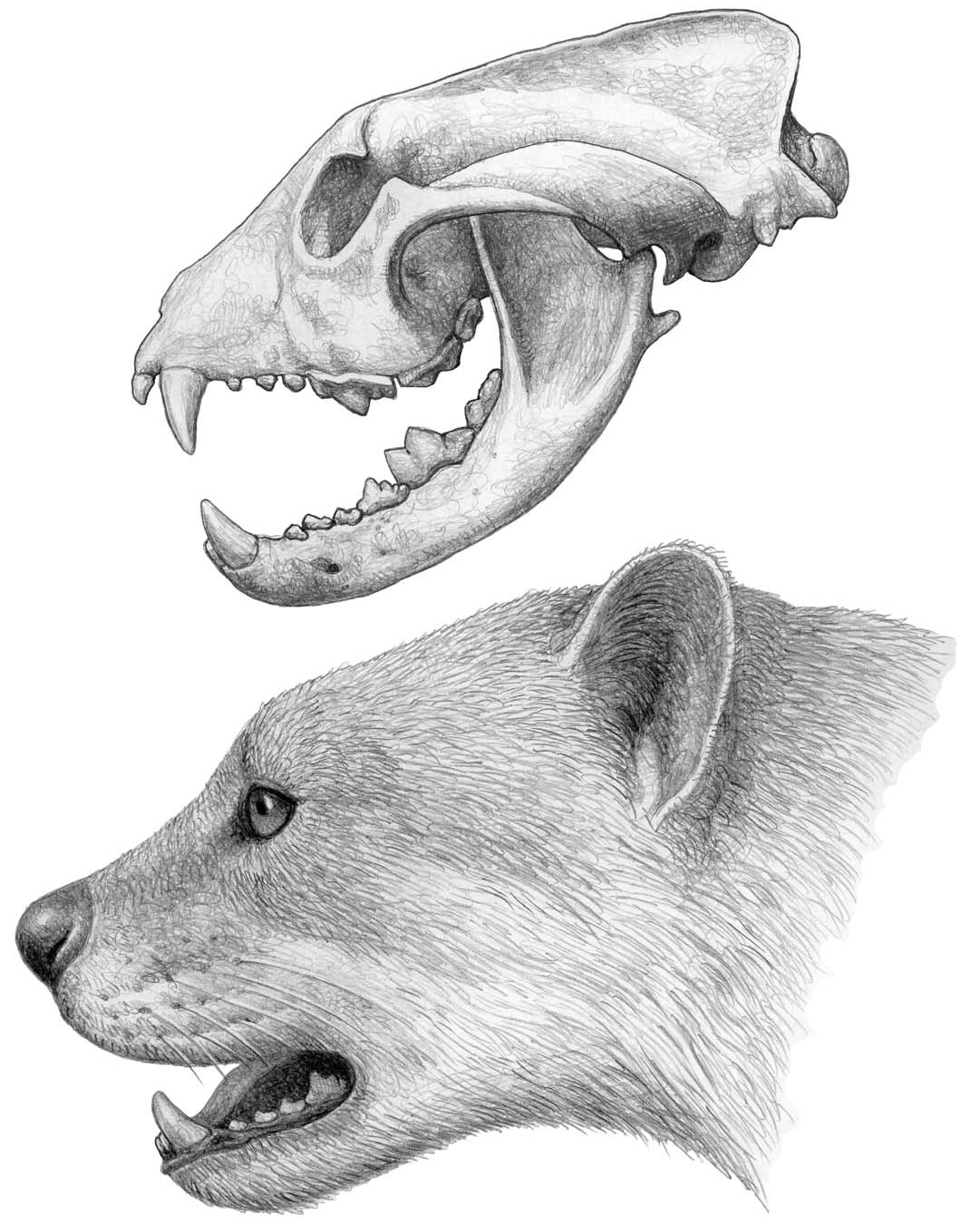
Reconstrucción del cráneo y la cabeza en vida.

La relación de Simocyon con otros carnívoros ha sido controversial, pero los estudios de su oído, dientes y tobillo indican que su pariente vivo más cercano es el panda rojo, Ailurus (Wang, 1997; Peigné et al., 2005), aunque es lo suficientemente diferenciado como para ser clasificado en una subfamilia separada (Simocyoninae) junto a otros géneros relacionados como Alopecocyon y Actiocyon. Aunque el panda rojo es principalmente herbívoro, los dientes y el cráneo de Simocyon indican que era carnívoro, y puede haberse adaptado al consumo de huesos, como las hienas modernas (Peigné et al., 2005). El esqueleto de Simocyon sugiere que, al igual que el panda rojo, podía trepar a los árboles, aunque probablemente pasaba un tiempo considerable en el suelo (Salesa et al., 2006). Tanto Simocyon como Ailurus poseen un sesamoide radial, un hueso inusual en la muñeca que actúa como un falso pulgar (Salesa et al., 2006). En su época sus competidores eran los osos tremarctinos, los nimrávidos y los cánidos primitivos.